# Claude-René Pâris
Claude-René Pâris, seigneur de la Preuille et dernier comte de Soulanges, est un officier de marine et aristocrate français, né le 18 août 1736 au château de la Preuille à Saint-Hilaire-de-Loulay et fusillé à Auray, près de Vannes, le 31 juillet 1795.

## Biographie

### Origines et famille
Claude-René Pâris, descend de la famille des seigneurs de Soulanges, un fief situé dans le diocèse de Nantes en Bretagne, dans les environs d'Ancenis. On trouve des traces de la maison de Pâris dès 1381, dans les mémoires de Bretagne[Quoi ?]. La famille de Pâris serait originaire, soit d'Angleterre, soit de Flandre et elle a donné son nom à un château en Basse-Bretagne.
Claude-René est le fils aîné de Claude-Louis Pâris, comte de Soulanges, et de sa femme, Françoise de Gatinaire, fille de Claude de Gatinaire, seigneur de Gatinaire, de la Preville et de Marguerite Merisson. Le mariage de ses parents a lieu le 28 mai 1728 au château de la Preuille. Claude-René Pâris naît dans ce château le 18 août 1736.
Il est le cousin germain d'Augustin René Christophe de Chevigné.

### Carrière militaire dans la Marine royale

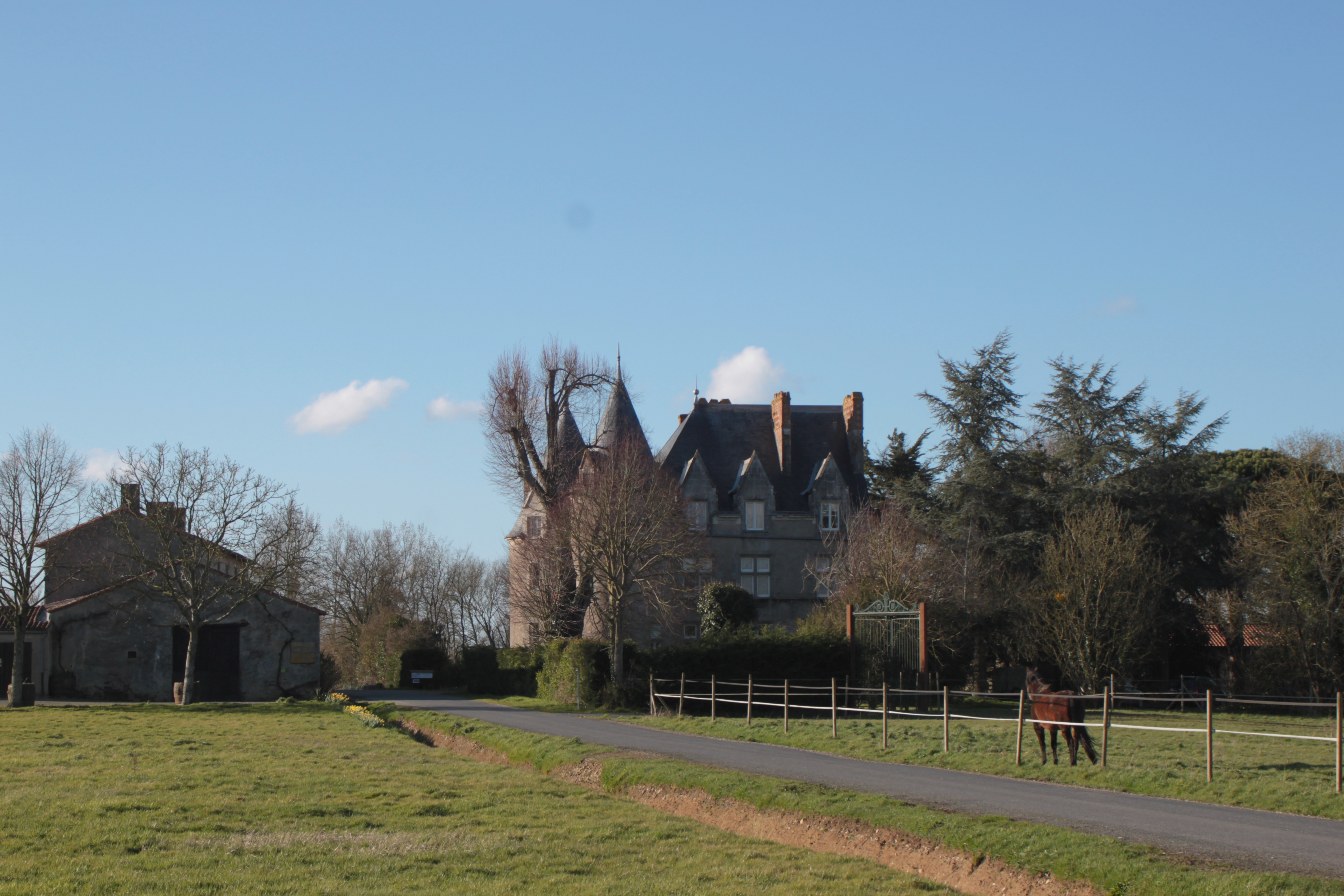
Le château de la Preuille.

#### Guerre de Sept Ans
Il entre dans la Marine royale dans une compagnie de garde-marine à Rochefort en 1751. Il est promu enseigne de vaisseau en 1755, puis lieutenant de vaisseau en 1761. Il est fait chevalier de l'ordre royal et militaire de Saint-Louis, l'année suivante, en 1762.

#### Guerre d'indépendance américaine
Capitaine, lieutenant de la compagnie des gardes de la Marine et du pavillon au département de Rochefort en 1772, il reçoit une commission de capitaine de vaisseau le 4 avril 1777, un an avant l'entrée de la France dans la guerre d'indépendance des États-Unis. Il fait partie de la flotte réunie à Brest à l'été 1778, sous les ordres du comte d'Orvilliers. Il commande au sein de cette flotte Le Sphinx, vaisseau de 64 canons et participe à son bord à la bataille d'Ouessant, le 27 juillet.
Au printemps 1780, il participe à la campagne dans les Antilles sous les ordres du comte de Guichen. Le 27 avril, à la bataille de la Martinique, il commande le Sphinx dans l'arrière-garde française qui affronte la flotte britannique de l'amiral Rodney.
Il reçoit, par brevet du 9 mai 1781, une pension de 800 livres sur le budget de l'ordre royal et militaire de Saint-Louis.
Il est nommé chef d'escadre des armées navales à Toulon (prise de rang du 14 janvier 1785) et directeur des ports et arsenaux de Toulon. Il prend son rang le 1er novembre 1786. Il est nommé contre-amiral le 28 janvier 1792. Il émigre en Angleterre le 16 décembre 1792.

#### Dans l'Armée des Princes pendant la Révolution
Lieutenant-colonel du « régiment d'Hector » lors de l'expédition de Quiberon, il est blessé le 16 juillet 1795 pendant les combats et fusillé à Auray, près de Vannes, le 31 juillet (XIII Thermidor). Peu de temps auparavant, il prononce un discours à ses hommes : Discours du comte de Soulanges, chef d'escadre de la Marine royale de France, à ses compagnons d'infortune les émigrés, trahis à Quiberon, après qu'ils furent sortis de la commission militaire, où il avoit été condamné à être fusillé avec cinquante-cinq de ses camarades, en dépit de la promesse du général Lazare Hoche de leur laisser la vie sauve lors du cessez-le feu des navires anglais qu'il avait obtenu par l'entremise  du comte de Sombreuil .

## Mariages et descendance
Il épouse le 13 août 1755, au château de Lieuzel, Hyacinthe Gabrielle de Cosnoal de Saint Georges, qui décède à Compiègne, le 11 juillet 1764, à l'âge de 28 ans, fille de Louis de Cosnoal, chevalier de Saint Georges, et de Françoise Renée Charette de Montbert.
Il obtient permission de se remarier le 3 mai 1778 avec Émilie-Françoise de Keroüartz. Il est par ce mariage le beau-frère du comte Charles Jean d'Hector (1722-1808), commandant de la Marine à Brest avant la Révolution.
De cette union naît une fille, Claudine, mariée en premières noces à Jacques-Nicolas Le Forestier de Kerosven, comte de Boiséon (+1795), et en secondes noces à Dominique-François Fourrier de Nacquard (dont postérité).

### Sources et bibliographie
- Baptiste Levoir, Marie-Anne Pirez, Isabelle Roy, Les Paris sur Google Livres, page 48
- Pierre-Bruno-Jean de la Monneraye, Souvenirs de 1760 à 1791, Paris, Librairie Honoré Champion, coll. « Société de l'Histoire de France » (no 517), 1998, 505 p. (ISBN 978-2-745-30079-9, lire en ligne)